# Cuvillier Verlag
Der Cuvillier Verlag ist ein Selbstkostenverlag für Dissertationen, Habilitationen, wissenschaftliche Monographien und Broschüren. Hinzu kommen Kongressbände, Sonderforschungsberichte, Sammelbände, Proceedings, Festschriften, Projektberichte, Schriftenreihen, Broschüren und e-Plattformen für Organisationen oder andere Publikationen. Er wurde 1989 in Göttingen von Eric Cuvillier und Annette Jentzsch-Cuvillier gegründet. Der Verlag veröffentlichte laut eigenen Angaben bislang mehr als 8000 Titel (Stand: Februar 2022) aus Wissenschaft und Wirtschaft. Der Verlag ist ein Familienunternehmen und wird von Annette Jentzsch-Cuvillier geführt.

## Verlagsprogramm
Die verlegten Titel werden sowohl in gedruckter Form sowie auch als E-Book für Organisationen zur Verfügung gestellt.
Die größten Fachgebiete des Verlags sind:
- Land- und Agrarwissenschaften
- Chemie
- Physik
- Wirtschaftswissenschaften
- Maschinenbau und Verfahrenstechnik
- Elektrotechnik
- Rechtswissenschaften

Darüber hinaus werden alle weiteren Fachbereiche aus dem wissenschaftlichen Spektrum publiziert.

## Cuvillier E-Collection
Mit der digitalen E-Book-Plattform Cuvillier E-Collection stellt der Verlag Organisationen tagesaktuelles Wissen aus der Forschung zur Verfügung.

## Belege
1. ↑  Preisliste des Verlags